# Solaro (Alta Córsega)
Solaro é uma comuna francesa na região administrativa da Córsega, no departamento de Alta Córsega. Estende-se por uma área de 93,36 km². 